# Маловодное (Донецкая область)
Маловодное (укр. Маловодне) — посёлок, входит в состав Новосёловского сельского совета Волновахского района Донецкой области, до 11 декабря 2014 года входил в Тельмановский район.
Население по переписи 2001 года составляло 98 человек. Почтовый индекс — 87100. Телефонный код — 6279. Код КОАТУУ — 1424884804.

## История
В 2014 году посёлок переподчинен Волновахскому району.

## Местный совет
87140, Донецкая область, Волновахский район, с. Новосёловка, ул. Советская, 23; тел. 2-51-35.